# Tapecomys primus
Tapecomys primus е вид бозайник от семейство Хомякови (Cricetidae).

## Разпространение
Видът е разпространен в Аржентина и Боливия.